# Hallikere, Hunsur
Hallikere là một làng thuộc tehsil Hunsur, huyện Mysore, bang Karnataka, Ấn Độ.